# امیرمهرداد خسروی
امیرمهرداد خسروی از مجریان صدا و سیمای جمهوری اسلامی ایران می‌باشد و گویندهٔ رادیو و مؤلف کتاب نیز هست. وی را بیشتر به خاطر اجرای برنامهٔ «عصر ایمان» در شبکه قرآن می‌شناسند.